# Жервени
Жѐрвени (на гръцки: Άγιος Αντώνιος, Агиос Андониос, до 1928 година Ζέρβαινη или Ζέρβενι, Зервени) е село в Егейска Македония, Република Гърция, в дем Костур, област Западна Македония.

## География
Селото отстои на 25 километра северно от демовия център Костур, в областта Кореща (Корестия) и на 10 километра източно от Габреш. Разположено е в полите на Буката, разклонение на планината Вич (Вици).

## История

### В Османската империя
В края на XIX век Жервени е помашко село в Костурска каза на Османска империя заобиколено отвсякъде с български села. Потурчването става в началото на втората половина на XVIII век. Отказалите да приемат исляма, като жервенския свещеник Милош и семейството му, се изселват в съседното село Дреновени (днес Кранионас), както и в Шестеово. Александър Синве ("Les Grecs de l’Empire Ottoman. Etude Statistique et Ethnographique") в 1878 година пише, че в Сервани (Servani) живеят 600 гърци. В „Етнография на вилаетите Адрианопол, Монастир и Салоника“, издадена в Константинопол в 1878 година и отразяваща статистиката на населението от 1873 година, Ирвени (Irvéni) е посочено като село в Костурска каза с 45 домакинства и 160 жители мюсюлмани. Според Стефан Веркович във втората половина на XIX век в Жервени има 60 помашки домакинства и 225 жители-помаци от мъжки пол. Според статистиката на Васил Кънчов („Македония. Етнография и статистика“) в 1900 година Жервени има 430 жители българи мохамедани.
На Етнографската карта на Битолския вилает на Картографския институт в София от 1901 година Жервени е чисто турско село в Костурската каза на Корчанския санджак с 80 къщи.
Гръцка статистика от 1905 година представя селото като турско с 800 жители.
По време на Илинденското въстание над 30 жервенци са убити от въстаниците, а част от самото село е изгорено. По думите на Христо Силянов:
| „ | Това село, врязано като клин всред съседните български села и дало прочути катили първо изпита отплатата на въстаналата рая. | “ |

Вие видѣхте, г-не, селото Жервени. То броеше 90 кѫщи, всичкитѣ турски. То е едничкото турско село въ нашето поле. Много изтеглихме отъ това село прѣди възстанието. На 21 юлий, когато възстанието бѣ провъзгласено, 18 души турци отъ това село, които се завръщаха отъ пазаря въ Костуръ, като отказаха да си прѣдадатъ орѫжието на четитѣ, всички бидоха убити. Женитѣ и дѣцата напуснаха селото и останаха да се криятъ въ гората срѣщу него. На 23 юлий войводата Поповъ влѣзе въ селото и прѣдложи на турцитѣ да събератъ всичкото орѫжие и въ единъ кѫсъ срокъ да му го прѣдадатъ. На това прѣдложение на войводата турцитѣ отговориха съ огънь. Тогава се започна прѣстрѣлка. Убиха се още 5-ма души турци и се подпалиха нѣколко плѣвни около селото. На 26 юлий стигна войска и прибра цѣлото турско население въ града. Селото остана праздно. Много чети минаваха прѣзъ него. Днесь една кѫща се подпалила, утрѣ друга, до като не остана ни една. Запрѣтено бѣ отъ началството да се горятъ кѫщи, нъ при все това не можеше да има строгъ контролъ върху едно възстанало население.
Башибозук от Жервени участва активно в кървавото потушаване на въстанието в Костурско. През ноември 1903 година през селото минава Наум Темчев, придружаващ разваващия помощи български владика Григорий Пелагонийски и пише: „ние се намѣрихме въ едно тѣсно поле, по срѣдъ което лъкатушеше сребробистра рѣка. Отсрѣщниятъ баиръ на мѣста бѣше голъ, на мѣста покритъ съ гора. Въ тая живописна мѣстностъ на дѣсния брѣгъ на рѣката се чернѣеще турското село Жервени. Пътьтъ водѣше прѣзъ селото, и ние влѣзнахме въ него. То бѣше цѣло изгорено. Въ него срѣщнахме нѣколко солдати. Прѣдъ селото на едно равно мѣсто се бѣлѣеха нѣколко чадъри, къдѣто бѣ настаненъ единъ мюлязиминъ съ 50 души войска, за да пази ония селяни турци, които дене работѣли по нивитѣ, а вечерь се прибирали дори въ Костуръ“.
До XX век сред жервенските помаци се запазват редица черти на българската култура – обичаи, език, дори българската (християнска) именна система при образуването на фамилните имена. Както си спомня жител на Дреновени:
| „ | Жервѐнци се потручѝе, ту̀рцка вѐра има̀е, а̀ма си-и пазѐе ста̀рите бoлга̀рцки презименѝшча. Вѐрата а-сменѝе, а-ѐзико не. | “ |

Според Георги Константинов Бистрицки Жервени преди Балканската война има 70 помашки къщи.
На етническата карта на Костурското братство в София от 1940 година, към 1912 година Жервени е обозначено като българско селище.

### Жервенци в Турция
След Балканската война селото влиза в Гърция. След 1919 година 1 човек от Жервени подава официално документи за емиграция в България. Боривое Милоевич пише в 1921 година („Южна Македония“), че Жервени има 80 къщи славяни мохамедани. След катастрофата на Гърция в Гръцко-турската война в 1924 година помашкото население на Жервени – 55 семейства с 500 души се изселва в Турция. Жервенските помаци са настанени в по-голямата си част в кападокийското градче Синасос, прекръстено по-късно на Мустафапаша, а няколко семейства се заселват в съседното село Джемилкьой. В 2007 година местната активистка Сюрея Айташ издава книга, посветена на историята, бита и езика на жервенци. Към началото на XXI век жервенци все още пазят обичаите мартинки (мартеници), дудулешка (за викане на дъжд) и Гергеден (Гергьовден) и Митроден (Димитров ден).

### Гръцко Жервени
На мястото на изселилите се помаци в Жервени са заселени 180 души бежанци от Турция – 48 семейства понтийски гърци и 2 семейства малоазийски. През 1928 години селото е прекръстено на Агиос Андониос, в превод Свети Антоний. В 1928 година селото е почти изцяло бежанско с 50 семейства и 180 души или по други данни 179 души.
По време на окупацията на Гърция през Втората световна война в Жервени се формира понтийска чета, която тероризира околните български села. В 1946 година жервенската чета заедно с гръцка жандармерия напада и разграбва съседното село Бабчор.
През Гръцката гражданска война селото пострадва силно – почти всичките му жители бягат в Костур. Осем деца от Жервени са изведени от селото от комунистическите части като деца бежанци. След войната започва масова емиграция отвъд океана в Австралия, САЩ и Канада.
Населението традиционно се занимава с дърводобив и земеделие, като произвежда жито.
| Име        | Име         | Ново име | Ново име | Описание                                        |
| ---------- | ----------- | -------- | -------- | ----------------------------------------------- |
| Сувитарнио | Σουβιτάρνια | Ангалия  | Αγκαλιά  | местност във Вич, З от Жервени и И от Чърновища |
| Косна      | Κόσνα       | Дрепанон | Δρέπανον | гора във Вич, И от Жервени                      |

| Година    | 1913 | 1920 | 1928 | 1940 | 1951 | 1961 | 1971 | 1981 | 1991 | 2001 | 2011 | 2021 |
| --------- | ---- | ---- | ---- | ---- | ---- | ---- | ---- | ---- | ---- | ---- | ---- | ---- |
| Население | 492  | 537  | 185  | 269  | 20   | 213  | 196  | 200  | 213  | 141  | 50   | 39   |

## Говор
Говорът на помаците в Жервени е част от костурския говор. Единственото селище в целия северен край на Костурския регион, в което е развито ô (лабиалното o), е Жервени.